# Анджелери, Джованни
Джованни Анджелери (итал. Giovanni Angeleri; род. 1971, Падуя) — итальянский скрипач и дирижёр.
Учился в Падуанской консерватории у Пьеро Тозо, занимался также у Сальваторе Аккардо и Михаэля Фришеншлагера. В 1997 г. одержал победы на международных конкурсах скрипачей — имени Вацлава Хумла в Загребе и имени Паганини в Генуе. Под впечатлением от игры Анджелери Генуэзский муниципалитет предоставил ему возможность играть на скрипке Гварнери «Il Cannone» (1742), некогда принадлежавшей самому Паганини.
В репертуаре Анджелери музыка Паганини занимает важное место, соседствуя с другими виртуозными сочинениями (Венявский, Сарасате). С 1998 г. Анджелери также является первой скрипкой и одновременно дирижёром Оркестра Венеции.